# FVWM
F Virtual Window Manager – menedżer okien dla systemów uniksopodobnych na licencji GPL. Jest to jeden z najstarszych tego typu programów. Twm, na którym FVWM bazuje, przestał być rozwijany, natomiast FVWM przekształcił się w jeden z najbardziej elastycznych i konfigurowalnych menadżerów okien. FVWM jest połączeniem wyszukanego wyglądu z małym zużyciem procesora i dużą szybkością działania.

## Historia
W roku 1993 Robert Nation zirytowany licznymi niedoskonałościami Twm rozpoczął prace nad jego modyfikacją. Chciał dodać do niego obsługę wirtualnych pulpitów oraz sprawdzić, dlaczego wykorzystuje on tak dużo pamięci.
Rob, dobrze znany już ze swojego emulatora terminala – rxvt, pracował nad zmniejszeniem użycia pamięci w swoim nowym menadżerze okien. Chcąc sprawdzić jak FVWM zostanie oceniony, 1 czerwca 1993 zdecydował się wydać go w pakiecie wraz z rxvt. FVWM okazał się wielkim sukcesem, ponieważ wielu ludzi również zauważyło niedostatki Twm i także szukali jakiegoś zamiennika.
FVWM jest chwalone za bardzo wysoką jakość kodu. Wielu programistów opiera swoje projekty na FVWM. Wiele popularnych menedżerów okien jest spokrewnionych z FVWM: AfterStep, Xfce, Enlightenment i inne.
Początkowo, FVWM było skrótem od Feeble Virtual Window Manager, ale potem znaczenie F zatarło się. Kiedy Google opublikowało archiwa grup dyskusyjnych nabyte od Deja News, oryginalne znaczenie F zostało ponownie odkryte, ale programiści FVWM zdecydowali pozostać przy wersji o niewiadomym pochodzeniu tej litery w nazwie.
W 1994 Rob Nation zakończył swoją pracę nad projektem. Głównym programistą został Charles Hines. Ostatnim wydaniem FVWM nad którym pracował Rob Nation było fvwm-1.24r. Kolejne wydania korzystają już z innego pliku konfiguracyjnego i mają znacznie zmienioną architekturę. Wiele dystrybucji GNU/Linuksa publikuje zarówno fvwm-1.24r oraz późniejsze wersje jako oddzielne pakiety. W roku 2005, fvwm-1.24r ciągle się kompilowało nawet na nowoczesnych dystrybucjach. Ciągle pozostaje też pewna liczba użytkowników korzystająca ze starszych wersji FVWM.

## Cechy
Jest to skrócona lista cech FVWM. Wiele z nich może zostać wyłączonych podczas kompilacji, lub podczas pracy.
- Pełna obsługa powiadomień z EWMH, ICCCM-2 i GNOME.
- Pełna obsługa różnorodnych wersji językowych.
  - FVWM został przetłumaczony na wiele języków (dzięki GNU gettext), w tym języki używane w Azji oraz zapisywane od prawej do lewej np. hebrajski.
- Obsługa fontów Xft2.
  - Antyaliasing, cienie i wiele innych zalet.
- Paski tytułu mogą być wyłączane lub tworzone na dowolnej krawędzi okna.
- Obsługa formatu PNG z przezroczystością.
  - Możliwość tworzenie grafik w formacie PNG w celu użycia jako elementy pasków tytułu i menu. Przezroczystość pozwala na tworzenie bardzo atrakcyjnych efektów.
- Biblioteki Perl w celu wykorzystania skryptów dla rozszerzenia możliwości FVWM.
- Obsługa gestów myszką.
  - Gesty myszą pozwalają na przypisywanie komend do kształtów rysowanych myszą.
- Zarządzanie sesją.
  - Możliwość wykorzystanie menedżera sesji w celu zapisania stanu pulpitu i odtworzenia go po ponownym uruchomieniu komputera.
- Obsługa Xineramy.
  - Możliwość używania FVWM na dwóch lub więcej monitorach.
- Rozszerzalność dzięki modułom.
  - Wykorzystywanie tylko potrzebnych cech FVWM, dzięki ładowaniu i wyładowywaniu modułów.